# سلمون قوس قزح
سمك السلمون المرقط قوس قزح (الإسم العلمي:Oncorhynchus mykiss) هو نوع من سمك السلمون المرقط موطنه الأصلي روافد المياه الباردة للمحيط الهادئ في أمريكا الشمالية وآسيا. سمك السلمون المرقط قوس قزح (يُطلق عليه أحيانًا اسم سمك السلمون المرقط قوس قزح) يعود عادةً إلى المياه العذبة للتكاثر بعد العيش لمدة تتراوح بين عامين إلى ثلاثة أعوام في المحيط. كما تسمى أشكال المياه العذبة التي تم إدخالها إلى البحيرات العظمى وتهاجر إلى الروافد للتكاثر أيضًا سمك السلمون المرقط قوس قزح.
يبلغ متوسط وزن سمك السلمون المرقط قوس قزح البالغ في المياه العذبة ما بين 0.5 و2.5 كيلوجرام بينما قد يصل وزن الأشكال التي تعيش في البحيرات والهاجرة إلى 9 كيلوجرام. يختلف اللون على نطاق واسع بناءً على الأنواع الفرعية والأشكال والموائل. تتميز الأسماك البالغة بخط أحمر عريض على طول الخط الجانبي، من الخياشيم إلى الذيلوهو أكثر وضوحًا في الذكور المتكاثرة.
تم نقل أشكال من هذا النوع تم اصطيادها في البرية وتربيتها في المفرخات وإدخالها للغذاء أو الرياضة في 45 دولة على الأقل وفي كل قارة باستثناء القارة القطبية الجنوبية. أدى إدخالها إلى مواقع خارج نطاقها الأصلي في الولايات المتحدة وجنوب أوروبا وأستراليا ونيوزيلندا وأمريكا الجنوبية إلى إلحاق الضرر بأنواع الأسماك الأصلية. قد تؤثر التجمعات المستوردة على الأنواع الأصلية من خلال افتراسها أو التنافس معها أو نقل الأمراض المعدية (مثل مرض الدوامة) أو التهجين مع الأنواع والأنواع الفرعية ذات الصلة الوثيقة. تم تضمين سمك السلمون المرقط قوس قزح في قائمة أفضل 100 نوع غازي عالميًا. أدت عمليات إدخال أخرى إلى المياه التي كانت خالية من الأسماك سابقًا أو التي تعاني من نقص حاد في مخزونات الأسماك الأصلية إلى إنشاء مصايد أسماك مثل البحيرات العظمى ونهر فايرهول في وايومنغ.
سمك السلمون المرقط هو السمكة الرسمية لولاية واشنطن.

## التصنيف
الاسم العلمي سلمون قوس قزح هو الأونكورينكس ميكيس. تم تسمية هذا النوع في الأصل من قبل عالم الطبيعة الألماني وعالم التصنيف يوهان يوليوس والباوم في عام 1792 بناءً على عينات من شبه جزيرة كامشاتكا في سيبيريا. اسم فصيلة السلمون الأصلي هو ميكيس، مشتق من الاسم المحلي كامشاتكا المستخدم للأسماك. قام السير جون ريتشاردسون، عالم الطبيعة الإسكتلندي، بتسمية عينة من هذا النوع سالمو جيردنري في عام 1836 لتكريم ميريديث جيردنر، جراح شركة خليج هدسون في فورت فانكوفر على نهر كولومبيا والذي قدم عينات لريتشاردسون. في عام 1855، وجد ويليام جيبونز، عالم الجيولوجيا وعلم المعادن في أكاديمية كاليفورنيا للعلوم، مجموعة سكانية وأطلق عليها اسم سلمون قوس قزح. تلاشت هذه الأسماء بمجرد أن تقرر أن وصف والبوم لعينات النوع كان محددًا وبالتالي كان له الأسبقية. في عام 1989، أشارت الدراسات المورفولوجية والوراثية إلى أن سلمون حوض المحيط الهادئ كان أقرب وراثيًا إلى سلمون المحيط الهادئ (أنواع الأونكورينكس) منه إلى سمك السلمون - السلمون البني أو السلمون الأطلسي في حوض المحيط الأطلسي. وهكذا في عام 1989، نقلت السلطات التصنيفية سلمون قوس قزح وسفاح الحلق، وغيرهما من تراوت حوض المحيط الهادئ إلى جنس الأونكورينكس. كان لاسم والباوم الأسبقية، لذلك أصبح اسم النوع الأونكورينكس مايكيس هو الاسم العلمي لتراوت قوس قزح. تم اعتماد أسماء الأنواع السابقة كأسماء سلالات فرعية لقوس قزح الساحلي وتراوت نهر كولومبيا الأحمر على التوالي. تُعرف الأشكال الغريبة من تراوت قوس قزح الساحلي أو بأسم سلمون النطاق الأحمر.

### نوع فرعي[بحاجة لمصدر]
| المجموعة الجغرافية                 | الاسم الشائع | اسم علمي | مجموعة |
| ---------------------------------- | --- | --- | --- |
| نوع الأنواع الفرعية                | كامتشاتكان قوس قزح تراوت | O.m mykiss (والبوم، 1792) | غرب المحيط الهادئ: شبه جزيرة كامتشاتكا، وقد تم تسجيلها من جزر القائد شرق كامتشاتكا، وبشكل متقطع في بحر أوخوتسك، جنوباً حتى مصب نهر آمور |
| النماذج الساحلية                   | تراوت قوس قزح الساحلي | O.m irideus (جيبونز، 1855) | روافد المحيط الهادئ من جزر ألوتيان في ألاسكا جنوبا إلى جنوب كاليفورنيا. تُعرف الأشكال المُنَتَمَة باسم الرأس الصلب، وأشكال المياه العذبة باسم تراوت قوس قزح. |
| النماذج الساحلية                   | سمك السلمون المرقط بيردسلي | O.m. irideus var. beardsleei (ليس من الأنواع الفرعية الحقيقية، ولكن مجموعة فريدة وراثيا البحيرة مسكن من سمك السلمون المرقط قوس قزح الساحلية) (الأردن، 1896) | معزول في بحيرة الهلال- واشنطن |
| نماذج النطاق الأحمر                | سمك السلمون المرقط الأحمر نهر كولومبيا                                                                                                | O.m. gairdneri (ريتشاردسون، 1836) | وجدت في نهر كولومبيا وروافده في مونتانا، واشنطن وايداهو. تُعرف الأشكال المُجَدّة بالصلب ذو النطاق الأحمر. |
| نماذج النطاق الأحمر                | أتاباسكا قوس قزح تراوت | O.m. spp. التي تعتبرها Behnke كشكل من أشكال O.m. gairdneri، ولكنها تعتبر نوعًا فرعيًا منفصلًا من قبل عالم الأحياء L.M. كارل من وزارة أونتاريو للموارد وقسم أبحاث النظم الإيكولوجية المائية وأعوانه من العمل المنشور في عام 1994. | وزعت في جميع أنحاء منابع نظام نهر أهاباسكا في ألبرتا |
| نماذج النطاق الأحمر                | ماكلاود نهر سمك السلمون المرقط ريد باند                                                                                               | O.m. ستوني (الأردن، 1894) | الأصلي إلى نهر McCloud، المنبع من الشلالات الوسطى، وروافده في شمال كاليفورنيا، جنوب جبل شاستا. |
| نماذج النطاق الأحمر                | سمك السلمون المرقط ريد باند في كل من Sheepheaven Creek                                                                                | يا.m. النيابه. | الأصلي إلى Sheepheaven كريك، مقاطعة سيسكيو، كاليفورنيا. تم زرع Sheepheaven كريك redband في مستنقع كريك في 1972 و 1974 وإلى تراوت كريك في عام 1977. |
| نماذج النطاق الأحمر                | سمك السلمون المرقط في الحوض الكبير | O.m. نيوبيرري (جيرار، 1859) | مواطن في جنوب شرق ولاية أوريغون وأجزاء من ولاية كاليفورنيا ونيفا على أطراف الحوض العظيم. |
| نماذج النطاق الأحمر                | النسر بحيرة سمك السلمون المرقط | O.m. aquilarum (سنايدر، 1917) | مستوطنة في بحيرة النسر في مقاطعة لاسن، كاليفورنيا. |
| نماذج النطاق الأحمر                | كاملوبس قوس قزح تراوت | O.m. سلالة الكاملوبس (الأردن، 1892) | الأصلي إلى العديد من البحيرات الكبيرة كولومبيا البريطانية، ولا سيما بحيرة كاملوبس وبحيرة Kootenay. المعروف عن حجم كبير جدا. |
| نهر كيرن سمك السلمون المرقط الذهبي | سمك السلمون المرقط الذهبي | O.m. aguabonita (الأردن، 1892) | الأصلي إلى خور التراوت الذهبي (رافد لنهر كيرن)، بركان كريك (رافد لخور التراوت الذهبي)، ونهر كيرن شوكة الجنوب. |
| نهر كيرن سمك السلمون المرقط الذهبي | كيرن نهر قوس قزح تراوت | O.m. gilberti (الأردن، 1894) | متوطنة في نهر كيرن وروافد في مقاطعة تولاري، كاليفورنيا. يتم تقليل مجموعتها الحالية بشكل كبير من نطاقها التاريخي. تعيش بقايا السكان في نهر كيرن فوق خور دوروود، وفي جداول ناينميل العليا، وخريفزيناك وأوسا، وربما في خور النعناع العلوي. |
| نهر كيرن سمك السلمون المرقط الذهبي | ليتل كيرن الذهبي سمك السلمون المرقط                                                                                                   | O.m. وايتي (إفرمان، 1906) | متوطنة إلى حوالي 100 ميل (160 كم) من نهر كيرن الصغير والروافد. ويقتصر نطاقها الحالي على خمسة تيارات من مجاري المياه في حوض نهر كيرن (المروج الرطبة، ونادتمان، وصودا سبرينغ، الصفصاف، والأغنام والأسماك الجداول) بالإضافة إلى السكان أدخلت في خور القيوط، أحد روافد نهر كيرن. |
| أشكال مكسيكيّة                      | تراوت قوس قزح المكسيكي* ريو ياكي، ريو مايو وسمك السلمون المرقط غوزمان * ريو سان لورينزو وأرويو لا سيدرا تراوت* ريو ديل بريسيديو تراوت | O.m. نيلسوني (Evermann, 1908) | أحياناً يشار إلى سمك السلمون المرقط نيلسون، يحدث في ثلاث مجموعات جغرافية متميزة. ويخضع تصنيف هذا التراوت لبحوث جارية وقد يكون هناك تنوع كبير في الأشكال في هذه المجموعة. |
| النماذج المُتحولة                   | سمك السلمون المرقط الذهبي قوس قزح أو بالومينو تراوت                                                                                   | ما يسمى سمك السلمون المرقط قوس قزح الذهبي أو سمك السلمون المرقط بالومينو يتم تربيتها من متغير لون واحد تحور من O. mykiss التي نشأت في مفرخ الأسماك في ولاية فرجينيا الغربية في عام 1955. سمك السلمون المرقط الذهبي قوس قزح هو في الغالب مصفر، تفتقر إلى الحقل الأخضر النموذجي والبقع السوداء، ولكن مع الاحتفاظ الشريط الأحمر المنتشر. سمك السلمون المرقط بالومينو هو خليط من سمك السلمون المرقط الذهبي والمشترك قوس قزح، مما أدى إلى لون وسيط. الترانبو المرقط الذهبي ليس نفس الأنواع الفرعية مثل O.m aguabonita، سمك السلمون المرقط الذهبي نهر كيرن في كاليفورنيا. | ما يسمى سمك السلمون المرقط قوس قزح الذهبي أو سمك السلمون المرقط بالومينو يتم تربيتها من متغير لون واحد تحور من O. mykiss التي نشأت في مفرخ الأسماك في ولاية فرجينيا الغربية في عام 1955. سمك السلمون المرقط الذهبي قوس قزح هو في الغالب مصفر، تفتقر إلى الحقل الأخضر النموذجي والبقع السوداء، ولكن مع الاحتفاظ الشريط الأحمر المنتشر. سمك السلمون المرقط بالومينو هو خليط من سمك السلمون المرقط الذهبي والمشترك قوس قزح، مما أدى إلى لون وسيط. الترانبو المرقط الذهبي ليس نفس الأنواع الفرعية مثل O.m aguabonita، سمك السلمون المرقط الذهبي نهر كيرن في كاليفورنيا. |

## الوصف
متوسط سمك تراوت قوس قزح المقيم في المياه العذبة يتراوح بين 1 و5 رطل (0.5 و 2.3 كجم) في البيئات النهرية، في حين قد تصل أشكال البحيرات التي تعيش في البحيرة والأشكال المُنَدَة إلى 20 رطلاً (9 كيلوغرامات). يتفاوت التلوين على نطاق واسع بين المناطق والأنواع الفرعية. أشكال المياه العذبة الكبار عموما الأزرق والأخضر أو الزيتون الأخضر مع الأسود الثقيلة اكتشاف على طول الجسم. الأسماك البالغة لديها شريط محمر واسع على طول الخط الجانبي، من الخياشيم إلى الذيل، وهو الأكثر وضوحا في تربية الذكور. الزعنفة الcaudal هو squarish وفقط أقل ما يقال شوك. عادة ما تكون أشكال سكن البحيرة وآكلة الأراضي أكثر فضي اللون مع الشريط المحمر الذي ذهب بالكامل تقريبًا. عرض سمك السلمون المرقط قوس قزح الأحداث parr علامات (أشرطة عمودية داكنة) نموذجية من معظم الأحداث السالمونيد. في بعض redband والذهبي سمك السلمون المرقط أشكال parr عادة ما يتم الاحتفاظ علامات parr في مرحلة البلوغ. بعض سمك السلمون المرقط قوس قزح الساحلية(O.m irideus) وكولومبيا نهر ريداند تراوت (O.m. gairdneri) قد مجموعات وssاني ناجنات أيضا عرض علامات الحنجرة المحمر أو الوردي مماثلة لسمك السلمون المرقط السفاح. في العديد من المناطق، يمكن تمييز سمك السلمون المرقط المفرخ من سمك السلمون المرقط الأصلي عبر مقاطع الزعنفة. قص الزعنفة هو أداة إدارة تستخدم لتحديد الأسماك التي تربي المفرخات.[بحاجة لمصدر]

## دورة الحياة
تفرخ أسماك قوس قزح وكذالك سمك السلمون المرقط، عادةً في أوائل الربيع إلى أواخره (من يناير إلى يونيو في نصف الكرة الشمالي ومن سبتمبر إلى نوفمبر في نصف الكرة الجنوبي) عندما تصل درجات حرارة المياه إلى 6 إلى 7 درجات مئوية على الأقل. أقصى عمر مسجل لأسماك قوس قزح هو 11 عامًا.
تتكاثر أسماك السلمون المرقط المقيمة في المياه العذبة عادة في الأنهار الضحلة متوسطة الحجم إلى متوسطة الحجم والتي تتمتع بالأكسجين الجيد وذات القيعان الحصوية. وهي تعيش في المجاري المائية الطميية أو الحجرية التي تعد روافد نموذجية لحوض المحيط الهادئ. توجد أسماك السلمون المرقط المقيمة في البحيرات عادة في البحيرات الباردة ذات العمق المعتدل مع وجود مياه ضحلة ونباتات كافية لدعم إنتاج مصادر غذائية كافية. تتطلب المجموعات التي تعيش في البحيرات عمومًا للوصول للمجاري المائية ذات القيعان الحصوية لتكون قادرة على الاكتفاء الذاتي.
عادة ما تكون مواقع التفريخ عبارة عن فراش من الحصى الناعم في منحدر فوق بركة. تزيل أنثى قوس قزح الحصى من خلال الدوران على جانبها وضرب ذيلها لأعلى ولأسفل. تنتج أنثى السلمون قوس قزح عادة من 2000 إلى 3000 بيضة يبلغ قطرها من 4 إلى 5 ملم لكل كيلوغرام من الوزن.
أثناء التفريخ يسقط البيض في الفراغات بين الحصى، وتبدأ الأنثى على الفور بتغطية البيض بالحصى. وعندما تطلق الأنثى البيض يتحرك الذكر إلى جانبها ويضع السائل المنوي فوق البيض لتخصيبه.
يفقس البيض عادة في حوالي أربعة إلى سبعة أسابيع على الرغم من أن وقت الفقس يختلف اختلافًا كبيرًا حسب المنطقة. يسمى السمك الذي يفقس حديثًا بزريعة الكيس أو اليرقات وفي غضون أسبوعين تقريبًا يتم استهلاك كيس الصفار بالكامل، وتبدأ اليرقات في التغذية بشكل أساسي على العوالق الحيوانية. ومع نمو الزريعة تبدأ في تطويرخطوط عمودية داكنة على جوانبها. في هذه المرحلة الصغيرة، غالبًا ما يُطلق على سمك السلمون المرقط غير الناضج اسم "بار" بسبب العلامات. يُطلق على هذه الأسماك الصغيرة أحيانًا اسم "أصابع" لأنها بحجم إصبع الإنسان تقريبًا.

### دورة حياة سلمون الرأس الصلب

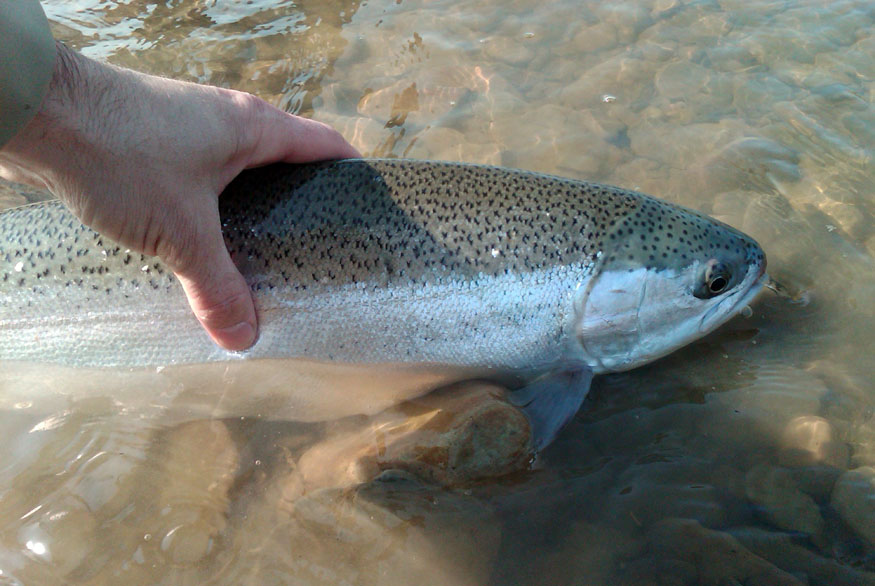
سلمون الرأس الصلب

تُعرف شكل (anadromous) في المحيطات، بما في ذلك تلك العائدة من أجل التفريخ، باسم الرأس الفولاذي في كندا والولايات المتحدة في تسمانيا يتم نشرها تجاريًا في أقفاص البحر.
مثل سمك السلمون تعودة أسماك السلمون الرأس الصلب إلى أراضي الفقس الأصلية لتفرخ. على غرار سمك السلمون الأطلسي فإن الرأس الصلب قادر على التفريخ عدة مرات، في كل مرة تفصل بينها أشهر ويقوم بعدة رحلات تفريخ بين المياه العذبة والمالحة، على الرغم من أن أقل من 10 في المئة من السلمون البالغ الذين يفرخ يبقي على قيد الحياة من تفرخ إلى آخر. معدل البقاء على قيد الحياة للمجموعات التي تم إدخالهم في البحيرات العظمى يصل إلى 70 في المئة.
مع انتقال سمك السلمون المرقط الصغير من المياه العذبة إلى المياه المالحة، تحدث عملية تسمى "التحول إلى سمك صغير" حيث يخضع سمك السلمون المرقط لتغيرات فسيولوجية تسمح له بالبقاء على قيد الحياة في مياه البحر. هناك اختلافات وراثية بين مجموعات أسماك السلمون المرقط التي تعيش في المياه العذبة وسمك السلمون المرقط التي قد تفسر تحولها إلى سمك صغير.
قد تظل أسماك السلمون المرقط الصغيرة في النهر لمدة تتراوح بين سنة إلى ثلاث سنوات قبل هجرتها إلى البحر. وتغادر مجموعات أسماك السلمون المرقط الفردية المحيط وتهاجر إلى روافدها التي تتكاثر في المياه العذبة في أوقات مختلفة من العام. وهناك شكلان عامان هما "سمك السلمون المرقط الصيفي" و"سمك السلمون المرقط الشتوي". وتغادر أسماك السلمون المرقط الصيفي المحيط بين مايو وأكتوبر قبل أن تنضج أعضاؤها التناسلية بشكل كامل. وتنضج في المياه العذبة أثناء طريقها إلى مناطق التبويض حيث تفرخ في الربيع. تفرخ أسماك السلمون المرقط الصيفي عمومًا في الأنهار الأطول والأكثر عمقًا مثل نهر كولومبيا. وتكون أسماك السلمون المرقط الشتوي جاهزة للتبويض عندما تغادر المحيط، عادةً بين نوفمبر وأبريل، وتبيض بعد فترة وجيزة من العودة إلى المياه العذبة. تفرخ الأسماك الشتوية عمومًا في الأنهار الساحلية الأقصر الموجودة عادةً على طول شبه جزيرة أوليمبيك وساحل كولومبيا البريطانية. وتوجد الأسماك الصيفية في بعض الجداول الساحلية الأقصر. بمجرد دخول سمك السلمون المرقط إلى الأنظمة النهرية ووصوله إلى مناطق التبويض المناسبة، فإنه يفرخ تمامًا مثل سمك السلمون المرقط قوس قزح المقيم في المياه العذبة.

### النمو والإجهاد التأسدي على الميتوكوندريا
خلال فترات النمو السريع والشيخوخة، عرض سمك السلمون المرقط مستويات عالية من النشاط الأيضي. وقد ارتبط ارتفاع النشاط الأيضي مع زيادة مستويات الأكسدة وانخفاض إصلاح الآلات في تراوت قوس قزح. خلال الإجهاد التأ المؤسد العالي، الميتوكوندريا هي أهم organelle المساهمة في تلف الأنسجة بسبب دورها في عملية التمثيل الغذائي وإنتاج أنواع الأكسجين التفاعلية. في دراسة قام بها Almaida-Pagàn وآخرون، حدد الباحثون التغيرات في تكوين الغشاء الميتوكوندري للقلب والدماغ في تراوت قوس قزح بسبب اختلاف مستويات الإجهاد التأدي المؤسّد الذي يواجهه كل عضو خلال فترة عالية من التوتر مثل النمو والتطور السريعين. سمك السلمون المرقط قوس قزح الأسهم من سن 1, 2, و 4 سنوات وكان قلبهم والدماغ الميتوكوندريا معزولة وتحليلها لتكوين الأحماض الدهنية. وأظهرت الأنسجة نسبة مئوية مماثلة عموما من مجموع الدهون الفوسفاتية ولكن تختلف في أنواع ونسب فوسفوليبيدات. مع تقدم العمر، أظهر القلب المزيد من الفوسفات غير المشبعة، والتي هي أكثر عرضة للبيروكسيد، وبالتالي، التلف. تظهر الميتوكوندريا الدماغ من تراوت قوس قزح انخفاض مستويات حمض الدوكوساهيكساينويك ومؤشر البيروكسيد أقل، مما يشير إلى انخفاض قابلية الضرر عن طريق الإجهاد التأكسي ورد فعل مختلف للنمو بالمقارنة مع الميتوكوندريا القلب. خلال تطور سمك السلمون المرقط إلى الكبار، وهو وقت النمو الشديد، وتكوين الأغشية الميتوكوندريا والتغيرات سيولة، والتي يمكن أن تسبب عيوب في سلسلة نقل الإلكترون. هذه العيوب جنبا إلى جنب مع إصلاح الآلات المعدلة وأنواع الأكسجين التفاعلي قد يسبب تأثيرات أكثر ضررا للميتوكوندريا في الأسماك لأنها تنضج.

## التغذية
تعتبر سمكة السلمون هذه من الحيوانات المفترسة التي تتبع نظامًا غذائيًا متنوعًا وتأكل تقريبًا أي شيء يمكنها اصطيادها. إنها ليست آكلة للأسماك أو عدوانية مثل سمك السلمون المرقط البني أو سمك السلمون المرقط.
حيث تتغذى علي:
- سمك السلمون المرقط الصغير في المياه العذبة.
- اليرقات والحشرات المائية البالغة (عادةً ما تكون ذباب الكاديس والذباب الحجري وذباب مايو والذباب المائي ثنائي الأجنحة).
- بيض الأسماك بما في ذلك بيض السلمون المرقط البني والسلمون المرقط ذو الحلق المقطوع وسمك السلمون الأبيض الجبلي.
- الحشرات الأرضية (عادةً النمل والخنافس والجراد والصراصير) التي تسقط في الماء.
- الأسماك الصغيرة التي يصل طولها إلى ثلث طولها، وجراد البحر والروبيان والقشريات الأخرى.
- الطحالب.[6]

مع نمو سمك السلمون المرقط قوس قزح، تزداد نسبة الأسماك المستهلكة في معظم التجمعات. قد تصبح بعض الأنواع التي تعيش في البحيرة تتغذى على العوالق. في الأنهار والجداول التي يسكنها أنواع أخرى من السلمونيات. كما تستهلك سمكة السلمون المرقط لحومًا متحللة من جثث أسماك أخرى. وقد لوحظ أنها تتغذى على ثعابين صغار، مثل ثعبان العشب المخطط.تتغذى سمكة السلمون المرقط البالغة في المحيط بشكل أساسي على أنواع أخرى من الأسماك والحبار والبرمائيات.